# The Tempest (Lost)
 For alternative betydninger, se The Tempest. (Se også artikler, som begynder med The Tempest)
The Tempest er en operationel Dharma Initiative-station i den amerikanske tv-serie Lost, der første gang nævnes og ses i "The Other Woman." Stationen anvendes til at kontrollere kemiske processer, og kan ved uagtsomhed eller intention bruges til at dræbe alle på øen der ikke bærer en gasmaske.

## Handling
Ben nævner i "Through the Looking Glass," at han måtte tage en svær beslutning der dræbte næsten alle på øen. Charlotte forklarer at det var The Tempest der blev brugt til at iværksætte denne handling.
Faraday og Charlotte sikrer stationen mod at blive brugt til en lignende aktion.

## Fodnoter
1. 1 2 3  Lost: 
"The Other Woman" (Sæson 4, afsnit 6). Manuskript af Drew Goddard & Christina M. Kim.  Broadcasted første gang på American Broadcasting Company den 6. marts 2008.

| Lost | Spire Denne artikel om tv-serien Lost er en spire som bør udbygges. Du er velkommen til at hjælpe Wikipedia ved at udvide den. |